# Команда разрушителей
«Кома́нда разруши́телей» (англ. The Wrecking Crew) — комедийный фильм американского режиссёра Фила Карлсона, вышедший в декабре 1968 года. В главных ролях Дин Мартин, Эльке Зоммер, Кван, Нэнси и Шэрон Тейт. Четвёртый и последний фильм в серии шпионских комедий о секретном агенте Мэтте Хелме, пародирующих фильмы о Джеймсе Бонде.
Как и предыдущие фильмы серии, «Команда разрушителей» лишь в общих чертах основана на романе Дональда Гамильтона с одноимённым названием — второй опубликованной книге цикла о Хелме.

## Сюжет
Мэтта Хелма назначают уничтожить зло по имени Контини, который пытается достичь экономического кризиса путём кражи миллиарда долларов золотом. Хелм едет в Данию, где ему дают гида Фрею Карлсон — красивую, но неуклюжую женщину из датского бюро туризма. Пара соблазнительных сообщниц Контини, Линка Каренская и Зва Ли, пытаются помешать планам Хелма. В каждом случае неуклюжие попытки Фреи помочь Мэтту приводят к забавным ситуациям. Макдональд, шеф Хелма, сообщает Мэтту, что, казалось бы, совершенно неумелая Фрея на самом деле является секретным агентом с отличной маскировкой. Они отправляются в замок Контини для разоблачения, и Хелм создаёт хаос и разрушение с помощью разных уникальных приспособлений. Контини пытается убежать на поезде, но Хелм и Фрея догоняют его на мини-вертолёте. Контини устранён. После успешного завершения задания у Хелма наконец есть возможность поблагодарить Фрею.